# Eisernbach
Der Eisernbach ist ein 13,4 km langer, linker und südöstlicher Nebenfluss der Sieg im nordrhein-westfälischen Kreis Siegen-Wittgenstein. Er entspringt am Berg Kalteiche im äußersten Südwesten des Rothaargebirges, fließt aber schon kurz nach seiner Quelle ausschließlich im naturräumlichen Siegerland, wo er auf der Nordostgrenze des Hellerberglandes verläuft.
Das Einzugsgebiet des Eisernbaches umfasst 25,015 km² Fläche. Bei seiner Quelle wird er noch Heckenbach genannt, erst zwischen Rinsdorf und Eisern wechselt sein Name.

## Name
Im 15. Jahrhundert taucht der Bach als Ysern/Isern in den Urkunden auf. Vermutlich wurde der Bach nach der Ortschaft Eisern benannt oder der Name leitet sich von mhd. *Îser-ahe 'Eisen-Bach' ab.

## Geografie

### Verlauf
Der Eisernbach entspringt als Heckenbach am Rinsberg am Nordwestfuß der Kalteiche unweit der Bundesstraße 54 und der nordrhein-westfälisch-hessischen Grenze auf knapp 468 m ü. NHN Höhe aus dem Schneiser-Born.
Anfangs fließt der Bach zwischen Rinsberg und Hemmersberg in Richtung Nordwesten. Schon nach kurzer Zeit nimmt er linksseitig einen kleinen Zufluss auf, der nicht weit von seiner eigenen Quelle entspringt. Ein Stück weiter erreicht er nach Durchfließen eines kleinen Wiesentals die Gemeinde Wilnsdorf. Im Ort dreht er nach Norden, unterquert die Hagener Straße und fließt um den Elkersberg weiter in westlicher Richtung. Parallel zur Landesstraße 907 fließt der Bach um einen Bergausläufer, unterquert die Bundesautobahn 45 und verläuft etwa 900 m südwestlich nach Rinsdorf, wo die Landesstraße die Bachseite wechselt und dieser nach Nordwesten weiterfließt.
Ab Eisern wird das Fließgewässer dann Eisernbach genannt. Im Ort selbst mündet sein mit knapp 2,3 km Länge größter Zufluss, die Obersdorf, ein. Die L 907 wechselt hier mehrfach die Bachseite. Beim Verlassen von Eisern macht der Bach einen kleinen Bogen um den Michelsberg und wendet sich nach dem nordwestlichen Passieren von Eisern in südwestlicher Richtung nach Eiserfeld. Im Ort fließt er teilweise durch Tunnel und unter zahlreichen Brücken neben der Eiserntalstraße, wo er auch den Hubach aufnimmt.
Dann fließt der Eisernbach weiter in Richtung Eiserfeld-Mitte und mündet dort – nach Unterqueren der Siegtalstraße – auf 220 m Höhe in den dort eine Flussschleife bildenden Rhein-Zufluss Sieg.

### Einzugsgebiet
Im Uhrzeigersinn grenzt das Einzugsgebiet des Eisernbachs an jenes der Weiß (nördlich und nordöstlich), Heller (südöstlich, südlich und südwestlich) und Leimbach (nordwestlich).

### Zuflüsse
Zu den Zuflüssen des Eisernbachs gehören (bachabwärts betrachtet):
| Name       | Seite  | Länge (km) | EZG (km²) | Mündungs- höhe (m ü. NHN) | GKZ       | Durchflossene Orte (* Mündung) |
| ---------- | ------ | ---------- | --------- | ------------------------- | --------- | ------------------------------ |
| namenlos?  | links  | 0,91       | –         | 435                       | –         | –                              |
| namenlos?  | links  | 1,09       | –         | 384                       | 272176-12 | Wilnsdorf *                    |
| namenlos?  | rechts | 1,14       | –         | 358                       | –         | Wilnsdorf *                    |
| Wolfsbach  | links  | 0,94       | –         | 319                       | –         | Industriegebiet Lehnscheid *   |
| namenlos?  | rechts | 0,35       | –         | 310                       | –         | –                              |
| namenlos?  | rechts | 0,39       | –         | 308                       | –         | –                              |
| Dutenbach  | links  | 0,88       | –         | 295                       | –         | Rinsdorf *                     |
| Rälsbach   | rechts | 0,70       | –         | 293                       | –         | Rinsdorf *                     |
| Gießenbach | links  | 0,72       | –         | 292                       | –         | Rinsdorf *                     |
| Altenbach  | links  | 0,92       | –         | 289                       | –         | Rinsdorf *                     |
| namenlos?  | links  | 0,73       | –         | 275                       | –         | Eisern *                       |
| Obersdorf  | rechts | 2,27       | 2,29      | 274                       | 272176-2  | Obersdorf, Eisern *            |
| Wolfsbach  | rechts | 1,50       | –         | 270                       | –         | Eisern *                       |
| Rendsbach  | links  | 1,40       | –         | 266                       | –         | Eisern *                       |
| Hubach     | rechts | 1,60       | –         | 229                       | 27218692  | Eiserfeld *                    |
| Helsbach   | links  | 3,47       | –         | 222                       | 272176-94 | Eiserfeld *                    |

### Berge
Dies ist eine Auswahl der Berge im Einzugsgebiet des Eisernbachs – mit Höhe in Meter (m) über Normalhöhennull (NHN) und der Bachseite:
| - Rinsberg (497,4 m) / Kalteiche (579,9 m; mit Quelle) - Hemmersberg (466,8 m), rechts - Hoheroth (450,8 m), rechts - Elkersberg (443,5 m), links - Astenberg (430,0 m), rechts - Dillberg (405,9 m), rechts - Homberg (451,4 m), rechts | - Große Rausche (439,5 m) links - Burgberg (391,6 m), links - Eisernhardt (482,3 m), rechts - Michelsberg (385,5 m) links - Pfannenberg (499,2 m) links - Eichert (468,1 m), links (Eichertgebirge; ca. 440 m) - Hengsberg (402,4 m), rechts (Ausläufer des Gilbergs) |